# 磯貝碧蹄館
磯貝 碧蹄館（いそがい へきていかん、1924年3月19日 - 2013年3月24日）は、俳人、書家。
東京出身。本名は甚吉。豊南商業学校（現・豊南高等学校）中退。川柳、自由律俳句を経て、1954年中村草田男に師事。1960年『与へられたる現在に』で角川俳句賞受賞。1966年『握手』で俳人協会賞受賞。1974年俳誌「握手」を創刊し主宰する。2004年句集『馬頭琴』により第5回雪梁舎俳句大賞特別賞受賞。書を金子鷗亭に学び、創玄展審査員を務めた。2013年3月24日、肺癌のため死去。89歳没。

## 著書
- 句集『握手』遊墨舎 1966
- 『俳句の基礎知識 技法と鑑賞』雄山閣出版 1980 カルチャーブックス
- 『磯貝碧蹄館集 自註現代俳句シリーズ』俳人協会1981
- 『俳句の心・実践的作句教室』雄山閣出版 1983 カルチャーブックス
- 句集『花粉童子』角川書店 1986 現代俳句叢書
- 句集『道化』角川書店 1993
- 『秀句誕生の鍵』雄山閣出版 1995
- 『俳句上達の10章』雄山閣出版 1995
- 句集『絶海』朝日新聞社 1998
- 『四季の俳句 秀句を書く』編著 雄山閣出版 1999
- 句集『眼奥』角川書店 2001
- 句集『馬頭琴』ふらんす堂 2003
- 句集『未哭微笑』文學の森 2007

## 参考
- デジタル版日本人名大辞典

## 注
1. ↑  俳人の磯貝碧蹄館さん死去 朝日新聞 - archive.today（2013年4月25日アーカイブ分）
2. ↑  “磯貝碧蹄館氏が死去　俳人”.   日本経済新聞 (2013年3月25日). 2020年10月29日閲覧。